# Tetine
Tetine é uma dupla de artistas brasileiros de música eletrônica, ativos em criação multimídia, formada por Bruno Verner e Eliete Mejorado, operando num vocabulário híbrido, movendo-se e cruzando fronteiras entre os universos da música, da performance, da videoarte e do texto. 

## Histórico
Fundada em São Paulo, em 1995, por Verner, poeta ligado à cena punk underground brasileira, e Mejorado, artista visual e atriz brasileira, o primeiro trabalho da dupla foi o álbum Alexander´s Grave, lançado por seu próprio selo High School Records, seguido pela performance homônima, que integrava música eletrônica atonal e filmes em Super 8 com narrativas e colagens textuais. Dois anos mais tarde, a dupla lançava seu segundo disco, Creme, trilha-sonora de um espetáculo do grupo de dança UR=HOR, liderado pela artista brasileira Adriana Banana. Em 1999, sai no Brasil o disco Música de Amor, também pelo selo High School Records.
No ano seguinte, Bruno Verner e Eliete Mejorado emigram para o Reino Unido e estabelecem-se em Londres, primeiramente como artistas em residência na Queen Mary University, de onde lançam o disco Olha Ela De Novo, seu último lançamento pelo próprio selo, integrando a partir daí o elenco de vários selos de vanguarda internacionais, como Sulphur Records, do artista Robin Rimbaud, que viria a lançar o quarto disco da dupla, uma colaboração com a artista visual francesa Sophie Calle,Tetine vs. Sophie Calle - Samba de Monalisa, apresentado pela primeira vez na White Chapel Gallery, na capital inglesa, como parte da performance The Politics of Self Indulgence. Seus próximos lançamentos seriam Men In Uniform, lançado pelo selo independente brasileiro Bizarre Records, além das compilações Tetine Presents Funk Carioca e The Sexual Life of the Savages, este último pelo renomado selo britânico Soul Jazz Records, recolhendo o trabalho de várias bandas importantes do cenário paulistano da década de 80, como Fellini, As Mercenárias e Akira S e As Garotas Que Erraram. Tetine começa a integrar o elenco de vários festivais importantes, apresentando seus trabalhos nos mais variados contextos, como o Festival Sonar, em São Paulo, preparando também uma série de instalações sonoras para o Instituto Tomie Ohtake. Com a compilação de funk carioca, Tetine passa a incorporar elementos da música feita nas favelas brasileiras em seu trabalho, e surpreende a cena artística brasileira ao lançar o álbum Bonde do Tetão. A dupla leva adiante este trabalho e toca pela primeira vez nos Estados Unidos, dentro do M3 Summit - Miami Music Conference. 
Em 2006, Tetine apresenta-se na noite de abertura da exposição Tropicália - A Revolution in Brazilian Culture, junto com o artista brasileiro assume vivid astro focus, com o álbum e performance homônima L.I.C.K. My Favela, lançado em vinil, numa tiragem especial, pelo selo alemão Kute Bash Records, dirigido pelo escritor e artista brasileiro Ricardo Domeneck. A dupla apresenta-se ainda em eventos com curadoria da banda inglesa Ladytron, ao lado de artistas como Chris Cunningham e Candie Hank, além do Modern Music Festival em Chicago, Museu Serralves, Liverpool Biennal, no Palais de Tokyo em Paris e lança A História da Garça, mais uma vez pelo renomado selo Soul Jazz Records.

## Discografia
- Alexander´s Grave, High School Records, 1996
- Creme, High School Records, 1998
- Música de Amor, High School Records, 1999
- Olha Ela De Novo, High School Records, 2001
- Samba de Monalisa, Sulphur Records, 2002
- Men In Uniform, Bizarre Records, 2003
- Slum Dunk Presents Funk Carioca, Mr. Bongo Records, 2004
- Bonde do Tetão, Bizarre Records, 2004
- The Sexual Life Of The Savages, Soul Jazz Records, 2005
- L.I.C.K. My Favela, Kute Bash Records, 2006
- A História da Garça, Soul Jazz Records, 2006.
- I Go To The Doctor, Soul Jazz Records, 2008
- Let Your X's Be Y's, Soul Jazz Records, 2008

## Vídeos
- Prophane Cow - Study IV Dir: Eliete Mejorado
- What A Gift To Get dir: Eliete Mejorado
- Entertainment 249  dir: Eliete Mejorado
- Let The X Be X  dir: Eliete Mejorado
- You're The One dir: Eliete Mejorado
- L.I.C.K MY FAVELA dir: Eliete Mejorado, Denise Garcia
- Doing The Catwalk dir: Eliete Mejorado
- Porn to Be A Star dir: Eliete Mejorado
- Olha Ela De Novo dir: Julio Dui, Daniel
- Samba de Monalisa - Tetine vs Sophie Calle dir: Eliete Mejorado
- Verite dir: Marcos Farinha
- Russian Roulette dir: Denise Adams
- On Your Finger dir: Julio Dui, Jimmy Leroy
- It's Only A Movie dir: Eliete Mejorado, Bruno Verner
- Madame Sata / Tetine vs Sophie Calle dir: Eliete Mejorado
- She's Not A Girl Who Misses Much dir: Eliete Mejorado
- Ele e Louro (Funk Melody) dir: Eliete Mejorado
- Melo do Carrao dir: Eliete Mejorado
- Two Weeks dir: Lucas Bambozzi
- Roasted dir: Tatiana Lohmanan
- The Sea dir: Luis Duva
- Sleep No More dir: Julio Dui
- Alexander's Grave dir Julio Dui

## Trilhas sonoras +  art exhibitions e colaborações
- 2008 Cover, MAM, Sao Paulo, Brasil
- 2008 Let's Do The Dream, Oidaradio, Paco das Artes, Sao Paulo, Brasil
- 2007 Tropical Mutant Punk Funk, Bistroteque, Londres
- 2007 Tropical Punk, Whitechapel Art Gallery, Londres
- 2006 Tetine meets Pablo International Magazine, Palais de Tokyo, Paris, France (performance)
- 2006 Music for the feature film A Concepção, Brazil (music)
- 2006 Tetine vs Assume Vivid Astrofocus - performance in collaboration with the artist - Butch Queen Realness With a Twist in Pastel Colours, Barbican Centre, London, UK
- 2005 Slum Dunk, Tetine's Eletrobrecht performed live inside Rirkrit Tiravanija's installation at The Serpentine Art Gallery, London, UK
- 2005 The Beginning of The End of The World - As Mercernarias 1982-88 ( conception, liner notes for the album released on Soul Jazz Records)
- 2005 Peanut is Good for Sex - performance piece with Jarbas Lopes, Cisnero Foundation, Miami, USA
- 2004 Tetine meets Peter Coffin at South London Gallery, London, UK ( performance/installation)
- 2003 Deegraça & The Dead’s Dog Story – performances with Ducha and Jarbas Lopes, Gasworks Gallery, London UK
- 2003 Winterspace - an interactive installation/performance by Igloo, UK (soundtrack)
- 2002 33 - film by Kiko Goifman – Rotterdam Film Festival, Holland, Locarno Film Festival, Locarno, Switzerland / Itaú Cultural, São Paulo, Brazil (full soundtrack)
- 2001 Olha Ela de Novo - double screen slide show with Rodrigo Novaes – Whitechapel Art Gallery, London, UK.
- 2000 Russian Roulette - film by Denise Adams, Mostra Internacional de Cinema, São Paulo, SP + MTV Brazil
- 1999 Mário Moderno Moderno - video installation by Bruno Viana, Sesc Pompéia, São Paulo, Brazil (soundtrack)
- 1998 Creme - performance by UR=H0R, toured extensively around Brazil (soundtrack)
- 1998 On Your Finger - Tetine with Jimmy Leroy and Júlio Dui, video for MTV Brazil
- 1996 Vacuum - an installation by Luis Duva, Antarctica Artes, São Paulo, Brazil (soundtrack)
- 1996 Excesso - by Lucas Bambozzi, MAC, Museum of Contemporary Art of São Paulo, Brazil (soundtrack)